# Þorleifur Jónsson
Þorleifur Jónsson (født 21. august 1864 i Hornafjördur, død 18. juni 1956 smst.) var en islandsk politiker, der var formand for Fremskridtspartiet fra 1922 til 1928.
Þorleifur blev født på gården Hólar i Hornafjördur og boede der hele sit liv, bortset vinterhalvåret 1881-82, hvor han gik på realskolen i Möðruvellir skole. I de følgende år var han forkarl hos sin mor og vandrelærer om vinteren. Han overtog gården i 1890 og drev den indtil 1935
Fra 1890-1944 var han kommunebestyrer ("sognefoged") i Hornafjörður og fungerede ofte som afløser for sysselmanden i Austur-Skaftafellssýsla.
Han sad i Altinget for Austur-Skaftfellinga-kredsen 1908–1934. Først for Selvstændighedspartiet, dernæst for Bondepartiet, og da dette fusionerede med de Uafhængige bønder til Fremskridtpartiet gik han med ind i dette parti. I 1922 blev han formand for partiets altingsgruppe, hvilket på det tidspunkt også gjorde ham til leder af partiet.
Þorleifur var 1. næstformand for Altingets nedre del 1922–23, 1925, og 1927–29, samt næstformand for det samlede Alting 1930–33.

## Familie
Þorleifur var gift med Sigurborg Sigurðardóttir (30. maj 1866–31. juli), og de blev forældre til syv sønner og to døtre. Deres ældste søn var altingsmanden Þorbergur Þorleifsson.